# Bernard Vaughan

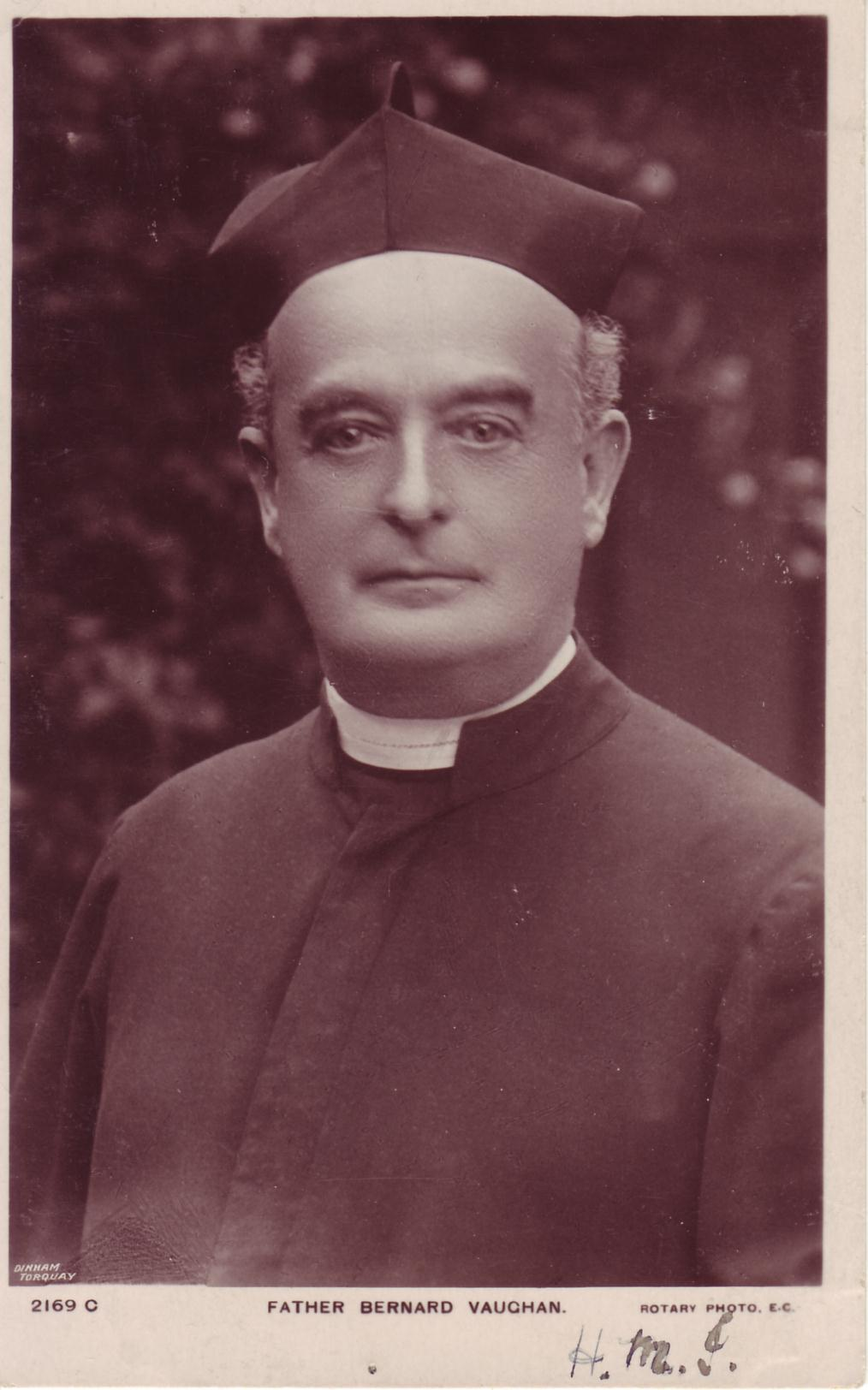
Bernard Vaughan

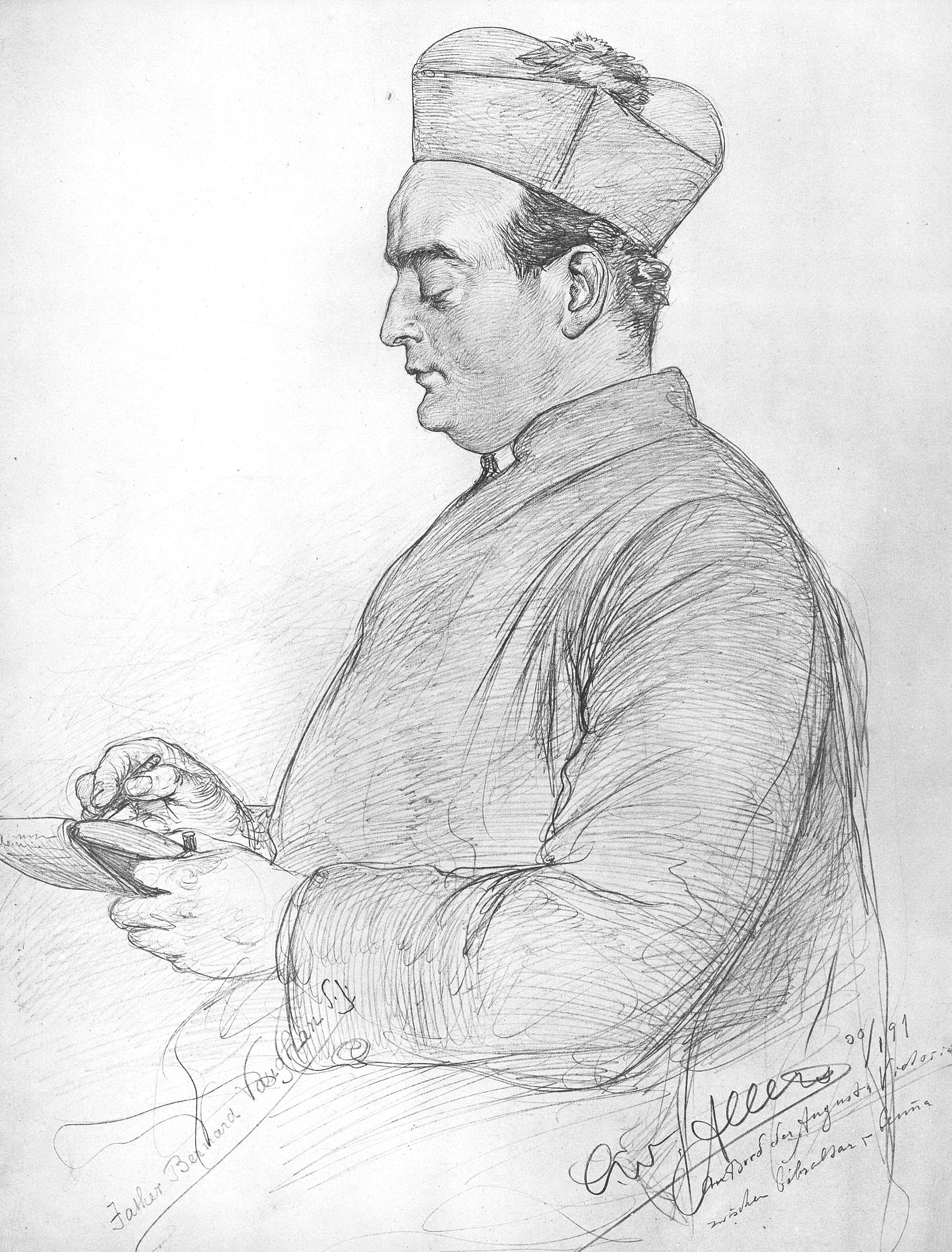
Bernard Vaughan (1891)

Bernard Vaughan (* 1847 in Herefordshire; † 1922) war ein englischer römisch-katholischer Priester und Autor religiöser Schriften; er war Bruder des Kardinals Herbert Vaughan. Seine Ausbildung erhielt er am Stonyhurst College und er wurde Mitglied der Jesuiten. 18 Jahre lang nahm er am religiösen und weltlichen Leben in Manchester teil, ging aber 1901 nach London, wo er sich u. a. mit der Hilfe für Bedürftige in den Stadtteilen Westminster und East End beschäftigte. 
Seine Predigten über die „Sünden der Gesellschaft“ im Jahre 1906 erregten große Aufmerksamkeit. Er predigte in Montreal im Jahr 1910, reiste nach Kanada, die Vereinigten Staaten und Alaska, und las in China, Japan, Italien und Frankreich. Im Jahr 1915 wurde er Kaplan der British Expeditionary Force in Europa. 

## Werke
- The Sins of Society (1906; zehnte Auflage, 1908)
- Society, Sin, and the Saviour (1907)
- Socialism (1910)
- The Our Father, Our Country's Need Today (1911)
- Socialism from the Christian Standpoint (1913)
- What of Today? (1914)

| Personendaten    | Personendaten                 |
| ---------------- | ----------------------------- |
| NAME             | Vaughan, Bernard              |
| KURZBESCHREIBUNG | britischer Priester und Autor |
| GEBURTSDATUM     | 1847                          |
| GEBURTSORT       | Herefordshire                 |
| STERBEDATUM      | 1922                          |